# Manuel Domingos Vicente
Manuel Domingos Vicente, né le 15 mai 1956 à Luanda, est un homme d'État angolais. Il est vice-président de la République d'Angola entre 2012 et 2017. Il a longtemps été le PDG et président du conseil d'administration de la Sonangol, la compagnie pétrolière d’État angolaise.

## Biographie

### Jeunesse et formation
Né à Sambizanga quartier de Luanda, son père était cordonnier tandis que sa mère était blanchisseuse. Vicente a été élevée par la sœur aînée du président José Eduardo dos Santos, Isabel Eduardo dos Santos. Il a reçu l'enseignement primaire et secondaire à l'École de Mission de São Domingos. Cependant, ses études ont été interrompues par des problèmes financiers et il a dû travailler comme serrurier et linotypiste pour aider à subvenir aux besoins de la famille. Il a obtenu un diplôme d'ingénieur en électronique à l'Université d'Angola (Université Agostinho Neto) en 1983. Après avoir travaillé comme ingénieur en chef dans les années 1980, il a dirigé le département technique du ministère du Pétrole de 1987 à 1991. Il a été nommé directeur général adjoint de Sonangol, la compagnie pétrolière d'État, en 1991.
Dans sa formation professionnelle, Vicente a obtenu son diplôme Sous-station et lignes de transmission, Furnas / Brésil-1985 Business Management of Petroleum, Londres, 1991, Marketing of Petroleum and its Derivatives, Londres-1991 Economics of Oil Operations - Petroleum Institute, Londres, 1991, Analyse des risques et décision dans l'industrie pétrolière (OGCI) - Calgary 1992 Petroleum Economics - (OGCI) - Londres 1992, entre autres liés à l'industrie pétrolière. 
Il est le beau-père d'un homme d'affaires, Mirco Martins.
Manuel Domingos Vicente a obtenu un diplôme en génie électrique de l'Université Agostinho Neto, une université publique basée dans la capitale angolaise, Luanda.

### Vice-président de la République
Selon un rapport publié le 2 septembre 2011 par l'hebdomadaire angolais Jornal Novo, citant des sources du MPLA, le président José Eduardo dos Santos a choisi comme son successeur Manuel Domingos Vicente. Ces informations sont relayées par l'AFP le 13 juin 2012 dans un article faisant état de la position de Vicente comme second sur la liste du président Santos[source insuffisante]. Elles semblent confirmées d'abord par la nomination de Manuel Vicente comme ministre coordinateur des affaires économiques, ensuite par le fait qu'il a figuré comme numéro 2, après José Eduardo dos Santos, sur la liste des candidats du MPLA au scrutin législatif du 31 août 2012. En accord avec la constitution adoptée en 2010, les candidats en tête de la liste du parti ayant obtenu le plus de voix deviennent automatiquement président et vice-président de la République. Avec la victoire du MPLA, Manuel Domingos Vicente est donc élu vice-président de la République.